# Красников, Владимир Иванович
Владимир Иванович Красников (1906—1962) — советский учёный, специалист в области поисков и разведки рудных месторождений, организатор геологической службы.

## Биография
После окончания в 1930 г. Московской горной академии работал на Дальнем Востоке на разведке флогопитовых и золоторудных месторождений.
С 1934 г. преподаватель Московского геологоразведочного института. В 1941—1945 гг. главный геолог Умальтинского молибденового комбината.
С 1945 г. участник советской атомной программы, принимал участие в выявлении сырьевой базы редких металлов в СССР и странах Восточной Европы.
В 1951—1955 гг. начальник Технического управления и заместитель министра геологии и охраны недр СССР.
С 1955 г. работал в ВИМС: старший научный сотрудник, руководитель сектора методики поисков.
Похоронен на Новодевичьем кладбище, 8 участок.

## Научные труды
- Базы рациональной методики поисков рудных месторождений [Текст] / В. И. Красников, 1965. — 399 с.
- Геологические предпосылки поисков месторождений урана [Текст] / В. И. Красников. — Москва : Атомиздат, 1964. — 187 с. : ил.
- Красников Владимир Иванович. Основы рациональной методики поисков рудных месторождений. 2-е изд., Недра, Москва, 1965 г.

## Награды и звания
Доктор геолого-минералогических наук, профессор.
Лауреат Сталинской премии 1951 года первой степени — за успешное руководство работами по развитию сырьевой базы урановой промышленности. Награждён орденом Ленина.